# Andrea Fendt
Andrea Fendt (* 31. Januar 1960 in Bischofswiesen) ist eine frühere deutsche Rennrodlerin.
Andrea Fendt startete für den RC Berchtesgaden. Ihren größten Erfolg feierte sie 1978 mit dem zweiten Platz hinter Vera Zozuļa bei den Weltmeisterschaften in Imst. Von 1977 bis 1979 war sie in Nachfolge von Elisabeth Demleitner dreimal nacheinander Deutsche Meisterin. Bei ihrer einzigen Olympiateilnahme belegte sie 1980 in Lake Placid beim Sieg von Vera Zozuļa den zwölften Platz.

## Erfolge

### Weltcupsiege
Einzel
| Nr. | Datum         | Ort       | Bahn                                  |
| --- | ------------- | --------- | ------------------------------------- |
| 1.  | 4. Dez. 1977  | Königssee | Kombinierte Kunsteisbahn am Königssee |
| 2.  | 29. Jan. 1978 | Innsbruck | Olympia Eiskanal Igls                 |